# 原市 (上尾市)
原市（はらいち）は、埼玉県上尾市の大字。郵便番号は362-0021。
市の統計などでは原市地区で分類されている。面積は3.1639 km2で上尾市の町・字では大字平方に次いで広い。

## 地理
埼玉県の中央地域（県央地域）で、上尾市南東部の主に大宮台地上に位置する。地区東部の市街化調整区域には原市沼や「原市ふるさとの緑の景観地」があり、北東部を中心に自然が比較的多い地域となっている。直下には綾瀬川断層が所在する。また、地区南西部はかつての見沼の最北端に位置し、現在も湿地帯を形成している。地区南西部には上尾市で最も落差の大きな崖があり、最も急な坂道が字一番耕地にある。
地区内は芝川沿いの低地と北東部の原市沼川周辺を除き市街化区域で南部は主に第一種低層住居専用地域や第一種中高層住居専用地域、北部は主に第一種住居地域に指定され、地区内には区画整理が実施され原市北、原市中のように街区表示板が設置され住居表示が実施されているように見える（住居表示未実施）所もある。県道5号旧道沿いの近隣商業地域には市場町の名残の景観が見られる。最北部は三井金属鉱業などが立地する工業地域である。地区東部には市街化調整区域内であるが、原市台団地や白樺団地などの住宅団地もある。鉄道駅はあるものの畑や田んぼが広がり、雑木林や原市沼などの湿地帯もあるなど、のどかな自然に囲まれた地域であるが、徐々に開発が進行し住宅地のほか倉庫や工場等の立地も増えている。
地内の「原市ふるさとの緑の景観地」周辺に十五番耕地遺跡（県遺跡番号：14-016）をはじめ、地内には観音山遺跡（県遺跡番号：14-020）や愛宕山遺跡（県遺跡番号：14-142）などの多くの遺跡があり、建物跡やピットなどの遺構や縄文土器片などの遺物が検出されている。
かつての経緯から市主導での人権教育を徹底している。

### 河川・湖沼
- 原市沼
- 見沼（消滅）
- 芝川
- 原市沼川
- 尾山台都市下水路[11]

※ 見沼代用水西縁は東大宮親水公園の北側付近で近接しているが、地区内を流れていない。

### 地価
住宅地の地価は2018年（平成30年）1月1日の公示地価によれば原市字四番耕地643番地36の地点で10万6000円/m2となっている。

## 歴史

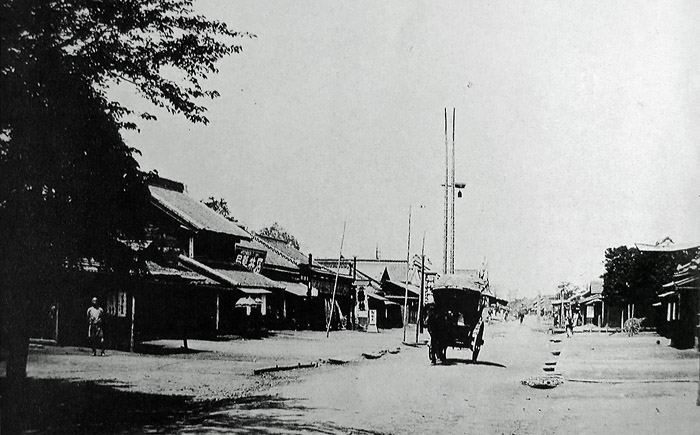
明治時代の原市

1956年頃の原市小学校とその周辺。農地や雑木林が多く、新幹線はまだ着工されていない。

もとは江戸期より存在した武蔵国足立郡吉野領に属する原市村であった。戦国期は原宿とも称された。1500年代に作成されたと推定される熊野詣の人名帳のひとつ『武蔵国旦那引付注文写』には、「足立郷あけをの郷原宿　原五郎さへもん」の文字が見える。村高は正保年間の『武蔵田園簿』では原宿村として1151石余（田403石余、畑747石余）、『元禄郷帳』によると1031石余、『天保郷帳』によると1083石余であった。化政期の戸数は235軒で、村の規模は東西5町、南北43町余であった。村名の由来は隣村である吉野原村は古くは原村と称され、その原村の市がある場所と云われていたことに因む。
1875年（明治8年）の農業産物高は武蔵国郡村誌によると米163.2石、糯17.1石、大麦529.2石、小麦329.2石、裸麦74石、大豆248.2石、稗80石、蕎麦100石、甘藷2400俵、菜種25石、製茶250斤、実綿1300貫であった。
はじめ知行旗本西尾氏（後に立藩して原市藩）、1618年（元和4年）西尾氏の移封により上知され幕府領となる。1623年（元和9年）より岩槻藩阿部氏領、1674年（延宝2年）より再び幕府領となる。1707年（宝永4年）より幕末まで地域の大半が旗本山高・松井・中山・植村氏の相給（残部は幕府領）となる。
- 幕末の時点では足立郡原市村であった。明治初年の『旧高旧領取調帳』[注釈 2]の記載によると、代官大竹左馬太郎支配所が管轄する幕府領、および旗本山高宮内および松井惣右衛門および中山鍵次郎および前田帯刀の知行[注釈 3]。
- 明治初期に原市村から原市町となっている[13]。
- 1868年（慶応4年）6月19日 - 旧幕府領が武蔵知県事・山田政則（忍藩士）の管轄となる。
- 1869年（明治2年） 
  - 1月13日 - 武蔵知県事・宮原忠英の管轄区域に大宮県を設置、同県の管轄となる。県庁は東京府馬喰町に置かれる。
  - 9月29日 - 県庁が浦和に置かれ浦和県に改称。
- 月日不明 - 地蔵院（天台宗、川田谷泉福寺末）が廃寺となる[20]。仏像の一部は現五番町相頓寺に移置され現存する。
- 1871年（明治4年）11月13日 - 第1次府県統合により埼玉県の管轄となる。
- 1872年（明治5年）3月 - 大区小区制施行により第19区に属す[21][22]。
- 1879年（明治12年）3月17日 - 郡区町村編制法により成立した北足立郡に属す。郡役所は浦和宿に設置。
- 1884年（明治17年）7月14日 - 連合戸長役場制により成立した原市町連合に属す。原市町183番地に所在した宝蔵寺を借用して連合戸長役場が設置される[23][24]。原市町連合に属した町村は原市町・瓦葺村・丸ヶ崎村。
- 1885年（明治18年） - 原市町連合戸長に宮嶋耕三が翌年まで就任[24]。
- 1889年（明治22年）4月1日 - 町村制施行に伴い、北足立郡原市町が成立する[13]。大字はなし。
- 1913年（大正2年）4月1日 - 瓦葺村を原市町に編入し、改めて原市町となる[25]。旧原市町は原市町の大字原市となる。
- 1955年（昭和30年）
  - 1月1日 - 町村合併促進法の施行に伴い、原市町が上尾町・平方町・上平村・大石村・大谷村と合併によって新たな上尾町となる[25]。大字原市は上尾町へ継承される。
  - 6月1日 - 地内に町立原市保育所（現、上尾市立原市保育所）が設立される[26]。
- 1958年（昭和33年）7月15日 - 上尾町が市制施行し[25]、上尾市の大字となる。
- 1959年（昭和34年）1月1日 - 地内の妙厳寺にある「西尾隠岐守一族累代の墓」と「伊藤由哉碑と墓」が上尾市指定文化財に指定される[27]。
- 1960年（昭和35年）
  - 1月1日 - 地内の相頓寺にある「相頓寺三仏」が上尾市指定文化財に指定される[27]。
  - 9月1日 - 地内を通る県道が県道67号菖蒲原市大宮線[注釈 4]および県道223号原市七里停車場線[注釈 5]にそれぞれ改称される[28]。
- 1966年（昭和41年） - 日本住宅公団（現住宅・都市整備公団）が地内の山林や畑地を造成して原市団地が建設され、11月より入居が開始される[29]。
  - 3月31日 - 地内の相頓寺にある「木造阿弥陀如来立像」が上尾市指定文化財に指定される[27]。
- 1967年（昭和42年）
  - 2月 - 地内に「上尾みずほ幼稚園」が開園（認可）する[30][31]。
  - 5月1日 - 地内の宝蔵寺にある「らかんまき」が市の天然記念物に指定される[32]。なお、この木は新幹線の敷地に掛かったため1981年（昭和56年）7月4〜6日に現在地に移植されている[33]。所在地は原市3659番地で移植前と変化なし[34]。
  - 9月 - 地区内に大宮栗橋線（現埼玉県道3号さいたま栗橋線）が開通する[35]
- 1969年（昭和44年）5月 - 地内に「原市団地保育所」を開所する[36]。
- 1970年（昭和45年） - 大字瓦葺の一部を大字原市に編入する[13]。
- 1971年（昭和46年） - 地内に「妙厳寺幼稚園」が開園（認可）する[30]。
- 1975年（昭和50年）5月1日 - 地内に同和対策集会所である「市立原市集会所」が開所する[37]（落成は同年4月[36]）。
- 1976年（昭和51年）
  - 1月31日 - 大字原市の一部より五番町が成立[38]。これにより対象区域に立地する相頓寺が原市から外れる。
  - 4月1日 - 地内に同和対策保育所である「原市南保育所」を開所する[37][36]（昨年8月29日着工、同年3月20日落成）。
- 1978年（昭和53年）5月 - 地内に「原市こども図書館」が開館する[36][39]。
- 1981年（昭和56年）4月 - 地内に国道16号東大宮バイパスが開通する。
- 1982年（昭和57年）6月23日 - 地内に国鉄東北新幹線が建設され、大宮駅 - 盛岡駅間が開業する。ただし地内に駅はなし。
- 1983年（昭和58年）12月22日 - 埼玉新都市交通ニューシャトルの大宮駅 - 羽貫駅が間が暫定開業され、地内に原市駅[注釈 6]や沼南駅が開業する。
- 1986年（昭和61年）3月25日 - 地内の雑木林が埼玉県の「原市ふるさとの緑の景観地」に指定される[40]。
- 1988年（昭和63年）
  - 3月 - 原市こども図書館が閉館する[39]。
  - 3月30日 - 地内に「原市公民館」が設立される[41]（開館は同年5月[36]）。
- 1991年（平成3年） - 大字原市とさいたま市北区今羽町の間を流れる芝川に架かる「船橋」が架け換えられる[42]。
- 1994年（平成6年）3月 - 原市沼に往年の蓮を復活させるため、蓮池が掘削される[33]。
- 1995年（平成7年）8月9日 - 原市北部第一土地区画整理事業が完成。小字四番耕地の北半分を原市中三丁目に地番変更[18][43]。
- 1998年（平成10年）3月17日 - 地内の妙厳寺にある「永楽通宝紋鞍 付 鐙一双」が埼玉県指定文化財に指定される[27]。
- 2007年（平成19年）3月28日 - 地内に埼玉県道5号さいたま菖蒲線のバイパスが開通する。
- 2009年（平成21年）9月19日 - 原市北部第二土地区画整理事業の一部（ニューシャトル 沼南駅周辺）が完成。小字九番耕地、十番耕地の一部を原市北一丁目、原市中一丁目に地番変更[44]。
- 2016年（平成28年）10月3日 - 原市支所、原市保育所、原市団地保育所の3施設を統合した複合施設が落成し、原市支所が移転する。保育所は同年10月1日に移転した[45]。
- 2017年（平成29年）8月10日 - 大字原市とさいたま市北区吉野町の間を流れる芝川[注釈 7]に上尾市道50802号およびさいたま市道12721号の吉野橋が架設され、開通する[46][47]）

### 存在していた小字
- 一番耕地[18]
- 二番耕地
- 三番耕地
- 四番耕地
- 五番耕地[注釈 8]
- 六番耕地
- 七番耕地
- 八番耕地
- 九番耕地[注釈 9]
- 十番耕地
- 十一番耕地
- 十二番耕地[注釈 10]
- 十三番耕地
- 十四番耕地
- 十五番耕地
- 十六番耕地
- 十七番耕地
- 十八番耕地[注釈 11]
- 十九番耕地
- 廿番耕地
- 廿一番耕地

※登記簿上は今もなお存在する小字を含む。

## 世帯数と人口
2017年（平成29年）10月1日現在（上尾市発表）の世帯数と人口は以下の通りである。
| 大字 | 世帯数    | 人口     |
| ---- | --------- | -------- |
| 原市 | 8,783世帯 | 19,690人 |

## 小・中学校の学区
市立小・中学校に通う場合、学区（校区）は以下の通りとなる。
| 番地 | 小学校               | 中学校             | 選択可能学校（要 通学希望届）         |
| --- | -------------------- | ------------------ | ------------------------------------- |
| 1〜318番地、3336番地（原市団地）、3376〜3419番地 3434〜3444番地、3912番地〜最後 | 上尾市立原市南小学校 | 上尾市立原市中学校 |                                       |
| 319〜971番地、1000〜1155番地、1169〜1188番地 1257番地、1301番地、1307〜1308番地、1323番地1 1323番地3〜1323番地4、1441番地1〜2981番地 2983〜2998番地、3007〜3023番地、3037〜3038番地 3046〜3067番地、3070〜3081番地、3083〜3100番地 3104〜3109番地、3111〜3113番地、3115〜3119番地 3121〜3122番地、3126〜3335番地、3336番地（原市団地） 3336番地1〜3375番地、3420〜3433番地 3445～3911番地 | 上尾市立原市小学校   | 上尾市立原市中学校 |                                       |
| 1231〜1254番地、1275〜1276番地、1278〜1298番地 1313番地〜1315番地1 1315番地3〜1315番地4、1316番地1 1316番地5〜1316番地999、1324番地1 | 上尾市立原市小学校   | 上尾市立原市中学校 | 上尾市立東町小学校 上尾市立上尾中学校 |
| 1277番地、1309〜1312番地、1315番地2 1315番地5〜1315番地999、1316番地2〜1316番地4 1317〜1322番地、1323番地2 1323番地5〜1323番地999、1422番地8〜1422番地9 1422番地12〜1422番地20、1422番地22〜1422番地33 1423番地1〜1440番地 | 上尾市立東町小学校   | 上尾市立上尾中学校 |                                       |
| 972〜999番地、1156〜1168番地、1189〜1230番地 1255〜1256番地、1258〜1274番地、1299〜1300番地 1302〜1306番地、1324番地2〜1422番地1・4 | 上尾市立東町小学校   | 上尾市立上尾中学校 | 上尾市立原市小学校 上尾市立原市中学校 |
| 1422番地2、1422番地5〜1422番地7 1422番地10〜1422番地11、1422番地21 1422番地34〜1422番地57 | 上尾市立東小学校     | 上尾市立東中学校   |                                       |
| 2982番地、2999〜3006番地、3024〜3036番地 3039〜3045番地、3068〜3069番地、3082番地 3101〜3103番地、3110番地、3114番地、3120番地 3123〜3125番地 | 上尾市立尾山台小学校 | 上尾市立瓦葺中学校 |                                       |

## 事業所
2021年（令和3年）現在の経済センサス調査による事業所数と従業員数は以下の通りである。上尾市の町丁・大字別の事業所数としては、最も多い。
| 大字 | 事業所数  | 従業員数 |
| ---- | --------- | -------- |
| 原市 | 385事業所 | 3,402人  |

## 交通
- 東北新幹線・上越新幹線（地域内を通過する）
- 埼玉新都市交通ニューシャトル
  - 原市駅
  - 沼南駅

### 道路
都市計画道路「原市平塚線」や「沼南駅停車場線」の延伸が計画されている。
- 国道16号東大宮バイパス
- 埼玉県道5号さいたま菖蒲線（第二産業道路）
- 埼玉県道3号さいたま栗橋線
- 埼玉県道323号上尾環状線
- 埼玉県道150号上尾蓮田線 - 上尾中央看護専門学校付近で当地を掠める。
- 原市新道[50] - 水上公園北側の交差点からカーブを描きながら南東方向に向かい県道5号旧道に至る通り。原市では「上尾道」とも称された[50]。

### バス
原市団地周辺より上尾・東大宮・宮原駅方面への路線バスが運行されている。
東武バスウエスト 大宮営業事務所
地区内は「原市団地北口」、「診療所」、「原市団地中学校」、「原市団地中学校入口」、「下新町」、「原市」、「原市陸橋」、「原市団地南」、「船橋」、「原市新田」、「堀崎町」バス停留所が設置されている。
朝日自動車 菖蒲営業所
地区内は「原の前」、「南平塚」、「上新町」、「上町」、「仲町」、「蓮田新道」、「下新町」、「かわらぶき入口」、「原市新田」、「堀崎町」、「支所前」、「原市団地中学校入口」、「原市団地北口」バス停留所が設置されている。
丸建つばさ交通 けんちゃんバス（旧・丸建自動車）
地区内は「原の前」、「三井金属前」、「南平塚」バス停留所が設置されている。
上尾市コミュニティバス「ぐるっとくん」
- 原市瓦葺線
- 原市平塚循環

地区内は「原市二区」、「仲町」、「沼南駅」、「原市公民館入口」、「原市団地中学校入口」、「原市団地北口」、「原市七区」、「原市集会所」、「原市六区会館」、「原市六区中」、「原市六区北」、「原市駅南」、「四番耕地」、「原市六区栗橋線」、「原市交番前」、「上新町」、「五区公民館前」、「五番町北」、「原市三区」バス停留所が設置されている。

## 地域

### 町内会
- 原市第一区町内会[55]
- 上尾市原市2区町内会
- 上尾市原市第三区町内会
- 原市四区町内会
- 原市五区町内会
- 原市第六区町内会
- はらいち台自治会
- 柳通り北区町内会
- 原市団地自治会

### 祭事
- 原市花火大会
- 原市五町夏祭り

### 寺社
- 妙厳寺 - 市指定文化財（史跡）の「西尾隠岐守一族累代の墓」や「伊藤由哉碑と墓」がある[56]
- 宝蔵寺 - 市指定天然記念物の「らかんまき」がある[32]。
- 聞乗寺
- 派聞乗寺
- 愛宕神社
- 大六天神社
- 白山神社
- 日枝神社
- 氷川神社
- 神明神社

### 公園・緑地
- 原市ふるさとの緑の景観地[40]
- 原市台公園 - 指定緊急避難場所（地震）に指定[57]。
- 原市台南公園
- 白樺公園
- 白山公園 - 指定緊急避難場所（地震・洪水）に指定。
- 原市1番耕地公園
- 原市2番耕地公園
- 原市19番耕地公園
- 原市21番耕地公園
- 原市沼南駅イチョウ公園
- 原市団地中央グラウンド - 指定緊急避難場所（地震・洪水）に指定

### 教育
- 上尾市立原市小学校 - 指定緊急避難場所（地震・洪水）、指定一般避難所に指定。
- 上尾市立原市南小学校 - 指定緊急避難場所（地震・洪水）、指定一般避難所に指定。
- 上尾市立原市中学校 - 指定緊急避難場所（地震・洪水）、指定一般避難所に指定。
- 埼玉県立上尾鷹の台高等学校 - 指定緊急避難場所（地震）、指定一般避難所（地震のみ）に指定。
- 上尾看護専門学校
- 上尾みずほ幼稚園
- 妙厳寺幼稚園
- 上尾市立原市保育所
- 上尾市立原市南保育所（同和対策保育所[37]）
- ゆうゆうくじら保育園
- ゆうゆうくじら第2保育園

### 施設
- 原市団地
- 上尾市役所原市支所
- 原市公民館
  - 原市公民館図書館
- 原市郵便局
- 原市団地内郵便局
- 上尾警察署原市交番
- 原市集会所（同和教育集会所[37]）
- 原市第一区公民館
- 原市第三区集会場
- 原市第五区集会場
- 障害者生活支援センター あげお
- 新大宮変電所 - 東北・上越新幹線の付帯施設
- 埼玉新都市交通 原市き電変電所
- 三井金属鉱業
- 天然温泉 花咲の湯
- むさしのグランドホテル